# Canon de 37 mm M3
Pour les articles homonymes, voir Canon de 37 mm.
Le canon de 37 mm M3 est le premier canon antichar dédié déployé par les forces américaines en nombre. Introduit en 1940, il devient le canon antichar standard de l'infanterie américaine avec sa taille lui permettant d'être tracté par une jeep. Cependant, l'amélioration continue des chars allemands le rendra rapidement inefficace et, en 1943, il est progressivement remplacé sur les théâtres européens et méditerranéens par le canon de 57 mm M1 plus puissant développé par les Britanniques. Dans le Pacifique, où la menace des chars japonais était moins importante, le M3 resta en service jusqu'à la fin de la guerre, mais quelques canons de 57 mm furent émis.
Comme beaucoup d'autres canons antichars légers, le M3 était largement utilisé dans le rôle de soutien d'infanterie et comme arme antipersonnel, tirant des obus explosifs et des cartouches.
Les variantes montées sur char M5 et M6 ont été utilisées dans plusieurs modèles de véhicules blindés, notamment dans le Stuart Light Tank M3/M5, le Lee Medium Tank M3 et le Greyhound Light Armored Car M8. De plus, le M3 dans sa version originale était accouplé à un certain nombre d'autres véhicules automotrices.
L'incapacité des obus de 37 mm à pénétrer le blindage frontal des chars de la mi-guerre limitait considérablement les capacités anti-blindage des unités qui en étaient équipées.